# فريد واتسون
فريد واتسون (بالإنجليزية: Fred Watson)‏ (و. 1944 – م) هو عالم فلك من أستراليا.

## التعليم
تعلم في جامعة إدنبرة، وجامعة سانت أندروز.